# Aparat autonom de respirat sub apă
Un aparat autonom de respirat sub apă (în engleză Self-Contained Underwater Breathing Apparatus — SCUBA), este un aparat utilizat în scufundare având propria rezervă de gaz respirator fiind independent de orice alimentare de la suprafață. 

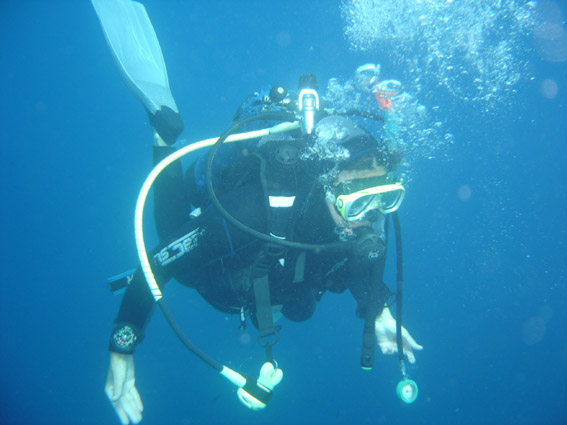
Scafandru echipat cu aparat autonom de respirat sub apă

Aparatul autonom de respirat sub apă este un aparat cu debit la cerere. 
Problema rămânerii sub apă un timp mai îndelungat a fost rezolvată cu mult timp înainte ca scufundarea liberă să devină un sport. În trecut au fost concepute diferite clopote de scufundare, vehicule subacvatice și căști de scafandru pentru scufundări la mare adâncime, dar toate aceste echipamente permiteau respirația scafandrului prin alimentare de la suprafață, având dezavantajul că limitau libertatea de mișcare a scafandrului.
Atât scafandrii sportivi cât și cei profesioniști aveau nevoie de un aparat de respirat sub apă prevăzut cu o rezervă de aer comprimat care să le asigure o autonomie convenabilă și o libertate de mișcare ridicată. 
Aceste deziderate au fost îndeplinite prin inventarea aparatului autonom de respirat sub apă cu aer comprimat. De-a lungul anilor acest aparat a suferit completări și modernizări continue, asigurând astăzi un ridicat nivel de confort și siguranță în exploatare. 
Aparatele autonome pot fi de mai multe tipuri: circuit deschis, circuit semiînchis, circuit închis sau circuit mixt.

## Aparat autonom de respirat sub apă cu circuit deschis

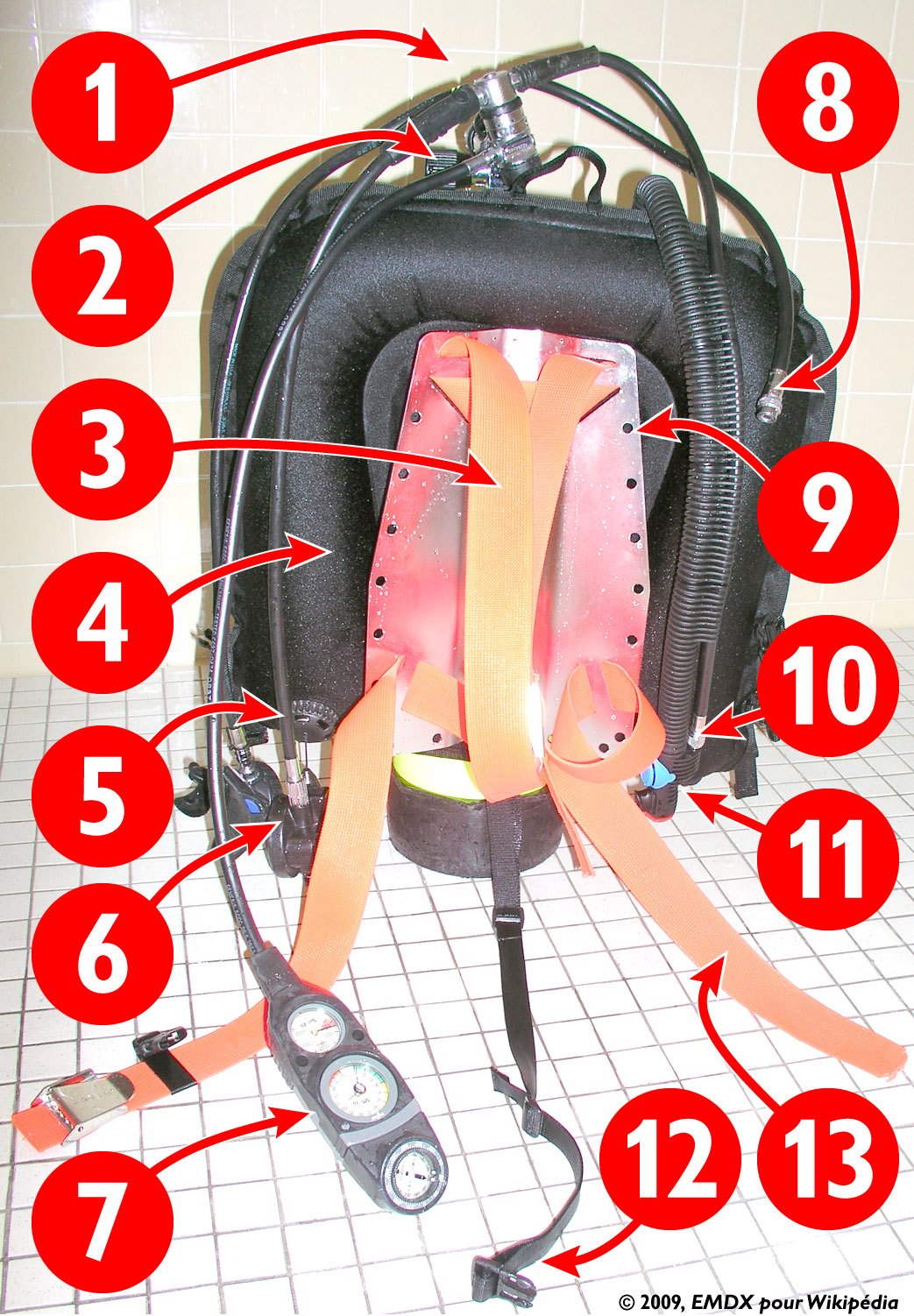
Părțile componente ale unui aparat autonom de respirat sub apă:
1-Detentor treapta 1; 2-Robinet butelie; 3-Harness, curea ajustabilă; 4-BCD tip wing; 5-Supapă de evacuare a aerului; 6-Detentor treapta2 secundar (octopus); 7-Consolă instrumente; 8-Furtun pentru costum uscat; 9-backplate, suport pentru butelie, wing și harness ; 10-Inflator cu furtun, 2 butoane și muștiuc; 11-Muștiuc (inflator oral); 12-Curea între picioare, parte din harness; 13-Harness, partea în jurul taliei.

Din această categorie face parte, în primul rând, aparatul autonom cu circuit deschis la care amestecul gazos expirat de către scafandru este eliminat în întregime în mediul acvatic exterior. Acest tip de aparat furnizează scafandrului aer numai atunci când acesta inspiră, la o presiune egală cu presiunea hidrostatică corespunzătoare adâncimii la care se află. Este folosit în scufundările sportive și tehnice, civile și militare, atât de scafandri amatori cât și de scafandri profesioniști. 

### Scurt istoric al aparatelor autonome de respirat în circuit deschis
În secolele XVIII și XIX, o serie de inventatori au încercat să creeze astfel de aparate, cu rezultate mai mult sau mai puțin bune, cu ajutorul unui rezervor intermediar constând dintr-o vezică de porc suplă sau dintr-un sac din pânză impermeabilă. 
Primul aparat autonom de respirat sub apă este considerat a fi aparatul inventat în anul 1825 printr-un brevet al englezului W. H. James .
În anii 1828-1829, Marina Națională Franceză a experimentat aparatul „pneumato-nautic“ conceput de Lemair d’Augerville . Acest aparat funcționa destul de corect la adâncime constantă dar avea serioase dificultăți de flotabilitate și necesitatea manevrării continue a robinetului de umplere a rezervorului flexibil, la schimbarea adâncimii. 
În anul 1860, Benoît Rouquayrol a inventat „regulatorul pentru curgerea gazului comprimat“, piesă principală a unui aparat de salvare destinat minerilor. Acestuia i s-a asociat apoi Auguste Denayrouze pentru a transforma acest prim aparat într-un aparat de scufundare submarină. La 14 aprilie 1860, a fost depus un brevet al unui regulator constând dintr-un etaj de detentă, ce va echipa un aparat de respirat. Acest aparat va fi perfecționat continuu ajungându-se la aparatul de scufundare Rouquayrol-Denayrouze scos pe piață pentru prima oară în anul 1864. 
În anul 1870, Rouquayrol și Denayrouze au pus la punct un aparat numit „aeroforul“. Aparatul lor de respirat sub apă, în varianta autonomă este mult asemănător aparatului de scufundare autonomă de astăzi. Acest aparat putea fi utilizat nu numai autonom, ci și cu o alimentare prin pompă de la suprafață, prin intermediul unui furtun gros din cauciuc, cu avantajul unei lungi durate de scufundare, dar cu inconvenientul unei mari jene la mișcare.
Varianta autonomă a primului „aparat cu presiune joasă“ nu oferea o autonomie suficientă (mai puțin de un sfert de oră la adâncimea de 10 metri). A urmat apoi un aparat mult mai performant, „aparatul respirator cu presiune mare“, care permitea atingerea adâncimii de 40 metri sau lucrul pe o perioadă de peste o oră la adâncimea de 10 metri.
În anul 1926, ofițerul de marină Yves Le Prieur a pus la punct un aparat autonom de respirat sub apă cu manodetentor, la debit constant cu circuit deschis, inspirat de aparatul lui Fernez, dar alimentat dintr-o butelie Michelin . Varianta perfecționată a acestui aparat, din anul 1933, a fost aprobată de Marina Națională franceză în ciuda slabelor performanțe ale aparatului, zece minute autonomie la adâncimea de 12 m, datorită faptului că o mare cantitate de aer se pierdea sub formă de bule între momentele de inspirare ale scafandrului. 
În anul 1942, comandantul Jacques-Yves Cousteau, împreună cu inginerul Émile Gagnan, au conceput un detentor inspirat dintr-un regulator construit pentru alimentarea cu gaz de iluminat a motoarelor de automobile. Acest detentor a fost adaptat la utilizarea sub apă în anul 1943 și apoi a suferit o serie de perfecționări ajungându-se în anul 1945 la renumitul detentor Cousteau-Gagnan, cu două furtunuri. CG45. Acesta va fi urmat de alte variante perfecționate și anume de detentoarele Mistral și Super Mistral de tipul „detentor dorsal“ cu un singur etaj și apoi de detentorul Aquilon cu două etaje separate. Aparatul Cousteau-Gagnan stă la baza tuturor aparatelor de respirat, cu aer comprimat, utilizate astăzi în scufundarea autonomă. În S.U.A. aparatul Cousteau-Gagnan a fost comercializat sub denumirea de Aqualung.
În anul 1951 americanul E.R.Cross concepe primul detentor cu un singur furtun și două etaje pe care-l denumește „Sport Diver”. Detentorul avea la bază aparatul de alimentare cu oxigen al piloților de avioane. Sunt fabricate și alte modele iar ultimul dintre acestea, „Waterlung” produs de firma Sportsways, devine în scurt timp extrem de popular în S.U.A. înlocuind aproape în totalitate detentorul Aqualung cu două furtunuri  Arhivat în 26 mai 2009, la Wayback Machine..
Aparatul de respirat sub apă cu aer comprimat utilizat în scufundările autonome, este un aparat de scufundare de tipul aparatului Cousteau-Gagnan. 

### Elemente componente
Aparatul autonom de respirat în circuit deschis cu aer comprimat are în alcătuirea sa două componente de bază și anume butelia (sau bateria de butelii) și detentorul.

#### Butelia
Componentă a aparatului autonom de respirat sub apă. Butelia este un recipient ce are rolul de a stoca aerul comprimat la o presiune suficient de mare încât să asigure scafandrului o autonomie convenabilă.

#### Detentorul
Detentorul este un regulator de presiune automat ce are rolul de a livra aer scafandrului la o presiune egală cu presiunea ambiantă.

## Aparat autonom de respirat sub apă cu circuit semiînchis
Aparatele de respirat sub apă cu circuit semiînchis sunt aparate la care o parte
din amestecul gazos expirat este evacuat în mediul acvatic, cealaltă parte este
reciclată și reintrodusă în circuitul de respirație după ce a fost trecută 
printr-un cartuș epurator unde este reținut bioxidul de carbon.

## Aparat autonom de respirat sub apă cu circuit închis
Aparatele de respirat sub apă cu circuit închis, sunt aparate la care întregul amestec gazos utilizat este recirculat, bioxidul de carbon este reținut într-un cartuș epurator, iar cealaltă parte este reciclată.

## Aparat autonom de respirat sub apă cu circuit mixt
Aparatele autonome de respirat sub apă cu circuit mixt, sunt aparatele care funcționează în circuit închis cu oxigen până la adâncimea de 6,5 m (adâncimi de 15...20 m de scurtă durată) și în circuit deschis sau semiînchis, cu amestec respirator, peste aceste adâncimi, până la adâncimea de 54 m pentru NITROX.
Aceste aparate au în componență elementele caracteristice ale aparatelor cu circuit deschis, semiînchis, sau închis combinând avantajele acestor aparate.